# بازگشت سپیددندان
بازگشت سپیددندان (ایتالیایی: Il ritorno di Zanna Bianca) یک فیلم ماجراجویی ایتالیایی به کارگردانی لوچو فولچی است که در سال ۱۹۷۴ منتشر شد. این فیلم دنباله سپیددندان (۱۹۷۳) است و بخشی از جریانی است که با ساخت فیلم آوای وحش آغاز شد و به موفقیت غیرمنتظره‌ای در ایتالیا دست یافت.

## گزیدهٔ بازیگران
- فرانکو نرو
- ویرنا لیزی
- جان استاینر
- رایموند هارمستورف
- یانتی سومر
- هری کری جونیور
- رناتو چستیه
- ورنر پوخت
- هانه‌لوره السنر
- رناتو د کارمینه
- جان بارتا